# گری بریتو
گری بریتو (انگلیسی: Gary Brito؛ زادهٔ ۱۹۶۴) ژنرال نیروی زمینی ایالات متحده آمریکا است، که از سپتامبر ۲۰۲۲ فرماندهی آموزش و دکترین نیروی زمینی آمریکا را برعهده دارد.
بریتو فعالیت نظامی را از سال ۱۹۸۷ در نیروی زمینی آمریکا آغاز کرد، از ۲۰۱۵ تا ۲۰۱۶ جانشین فرمانده لشکر ۲۵ پیاده بود، از ۲۰۱۶ تا ۲۰۱۸ فرماندهی مرکز آموزش فورت پولک را برعهده داشت، در فاصله سال‌های ۲۰۱۸ تا ۲۰۲۰ به‌عنوان فرمانده مرکز فورت بنینگ فعالیت می‌کرد و از ۲۰۲۰ تا ۲۰۲۲ معاون رئیس ستاد پرسنلی نیروی زمینی آمریکا بود.